# Badziewiakowie
Badziewiakowie – serial telewizyjny nagrywany na żywo w Teatrze Żydowskim w Warszawie, wyprodukowany w 1999 r. Bohaterami są członkowie przeciętnej polskiej rodziny i ich sąsiedzi, na typowym, miejskim podwórku.

## Obsada
- Leszek Malinowski – Jerzy Badziewiak
- Waldemar Sierański – sąsiad Roman Molenda
- Piotr Kryszan – sąsiad Emil Kozłowski
- Piotr Bałtroczyk – konferansjer
- Joanna Kurowska – Halina Badziewiakowa
- Edyta Jungowska – Halina Badziewiakowa (od odc. 8)
- Michał Malinowski – Tomek Badziewiak
- Wojciech Siemion – listonosz
- Anna Gornostaj – Jadwiga Kozłowska
- Sławomir Pacek – różne role
- Magdalena Gnatowska – tłumaczka
- Włodzimierz Zientarski – redaktor
- Dariusz Gnatowski – konkurencja
- Katarzyna Figura – wychowawczyni
- Zofia Czerwińska – teściowa
- Radosław Pazura – gość z Ameryki
- Ignacy Machowski – kombatant
- Anna Majcher – Jola Przysadko
- Marcin Kudełka – Maciasek
- Tadeusz Woszczyński – Bochenek
- Hanka Bielicka – ciocia
- Michał Fajbusiewicz – on sam
- Jacek Dzięgiel – sekretarz
- Stanisław Szelc – burmistrz
- Emilia Bączek – Michael Jackson
- Adrianna Biedrzyńska – Iwona
- Krzysztof Tyniec – Karol
- Robert Górski – różne role
- Tomasz Sapryk – Boniecki
- Magdalena Gnatowska – tłumaczka
- Roman Kłosowski – lekarz
- Agata Młynarska – ona sama
- Maciej Damięcki – Stanisław
- Ewa Sałacka – dziennikarka
- Katarzyna Pakosińska – dziennikarka
- Jarosław Gruda – różne role

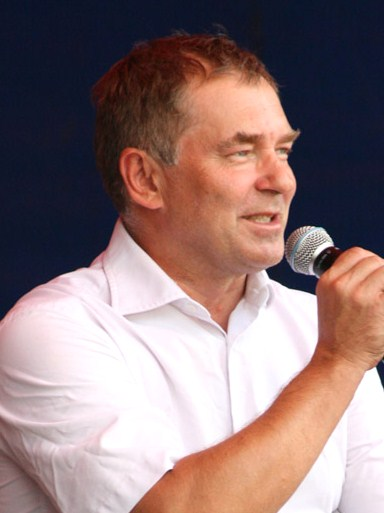
Jerzy Badziewiak (Leszek Malinowski)
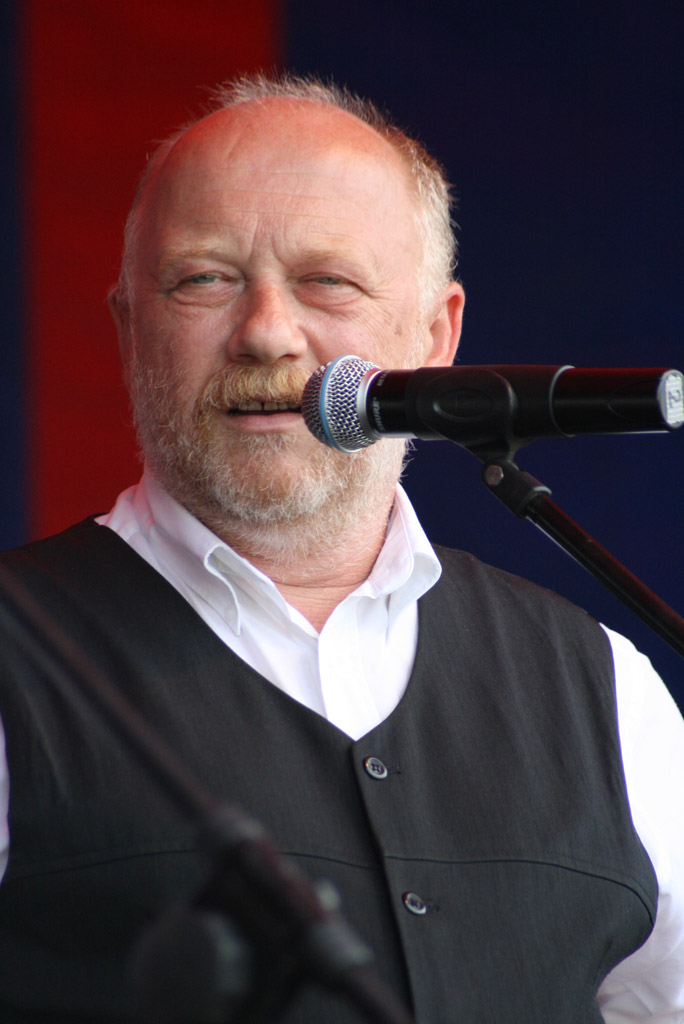
Roman Molenda (Waldemar Sierański)
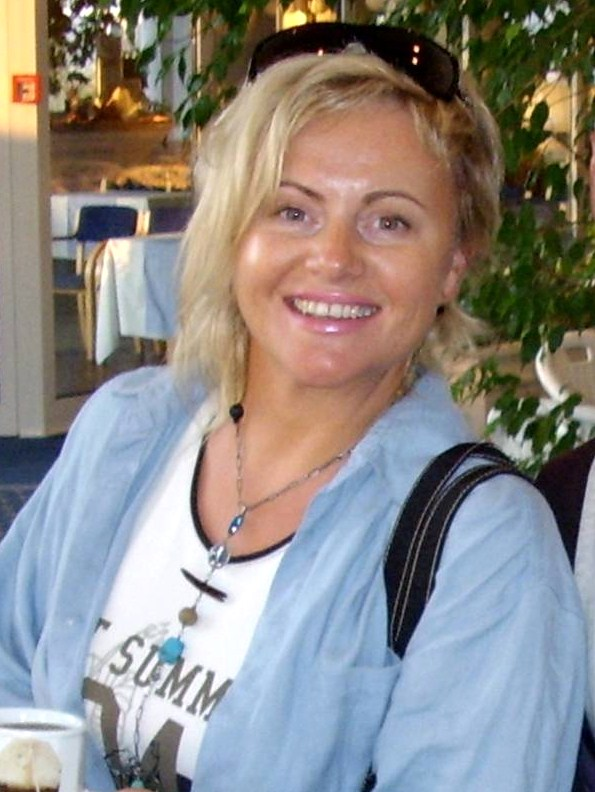
Halina Badziewiakowa (Joanna Kurowska), odc. 1-7
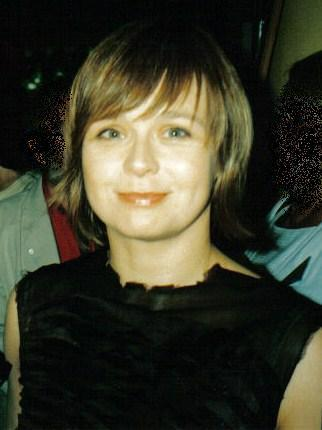
Halina Badziewiakowa (Edyta Jungowska), odc. 8-18

## Spis odcinków
1. Nowy samochód
2. Rodzinny park rozrywki
3. Toto Loto
4. Obrączka
5. Smol biznes
6. Słomiany wdowiec
7. Remont
8. Duch narodowy
9. Trudne zadania
10. Gdzie jest Wojtek?
11. Matriarchat
12. Głodówka
13. Odwiedziny
14. Mikołajki
15. System
16. Pomnik
17. Sublokator
18. Marynarzowa

## Nagrody
| Rok  | Ceremonia       | Nagroda | Kategoria | Wynik       |
| ---- | --------------- | ------- | --------- | ----------- |
| 2000 | Telekamery 2000 | –       | Serial    | III miejsce |